# Rząd Natalii Gavrilițy
Rząd Natalii Gavrilițy – rząd Mołdawii pod kierownictwem byłej minister finansów Natalii Gavrilițy, powołany przez prezydent Maię Sandu i zaprzysiężony 6 sierpnia 2021. Gavrilita była już w lutym 2021 kandydatką na stanowisko premiera, ale została odrzucona przez ówczesną większość w parlamencie.
Zapleczem rządu są posłowie Partii Akcji i Solidarności, którzy stanowią większość w wybranym 11 lipca 2021 parlamencie. 6 sierpnia 2021 odbyło się exposé premier Natalii Gavrilițy i rząd uzyskał w Parlamencie wotum zaufania przy 61 głosach za i 38 głosach przeciw.
16 lutego 2023 po złożeniu dymisję przez premier gabinet został zastąpiony przez rząd Dorina Receana.

## Wotum zaufania 6 sierpnia 2021
| Partia                                               | Głosowanie | Głosowanie     | Głosowanie | Nieobecni |
| Partia                                               | Za         | Wstrzymali się | Przeciw    | Nieobecni |
| ---------------------------------------------------- | ---------- | -------------- | ---------- | --------- |
| Partia Akcji i Solidarności                          | 61         | 0              | 0          | 2         |
| Blok Wyborczy Komunistów i Socjalistów               | 0          | 0              | 32         | 0         |
| Partia Șor                                           | 0          | 0              | 6          | 0         |
| ŁĄCZNIE                                              | 61         | 0              | 38         | 2         |
| Większość bezwzględna: 52, wotum zaufania udzielono. |            |                |            |           |

## Skład rządu (od 2021)
| Funkcja                                                | Imię i nazwisko     | Czas pełnienia funkcji | Czas pełnienia funkcji | Partia      |
| Funkcja                                                | Imię i nazwisko     | Od                     | Do                     | Partia      |
| ------------------------------------------------------ | ------------------- | ---------------------- | ---------------------- | ----------- |
| Premier                                                | Natalia Gavrilița   | 6 sierpnia 2021        |                        | PAS         |
| Wicepremier                                            | Andrei Spinu        | 6 sierpnia 2021        |                        | PAS         |
| Minister Infrastruktury i Rozwoju Regionalnego         | Andrei Spinu        | 6 sierpnia 2021        |                        | PAS         |
| Wicepremier                                            | Nicu Popescu        | 6 sierpnia 2021        |                        | Bezpartyjny |
| Minister Spraw Zagranicznych i Integracji Europejskiej | Nicu Popescu        | 6 sierpnia 2021        |                        | Bezpartyjny |
| Wicepremier ds. Reintegracji                           | Vladislav Kulminski | 6 sierpnia 2021        | 5 listopada 2021       | Bezpartyjny |
| Wicepremier ds. Reintegracji                           | Oleg Serebrian      | 19 stycznia 2022       |                        | Bezpartyjny |
| Wicepremier ds. Cyfryzacji                             | Iurie Țurcanu       | 6 sierpnia 2021        |                        | Bezpartyjny |
| Minister Sprawiedliwości                               | Sergiu Litvinenco   | 6 sierpnia 2021        |                        | PAS         |
| Minister Zdrowia                                       | Ala Nemerenco       | 6 sierpnia 2021        |                        | Bezpartyjna |
| Minister Obrony                                        | Anatolie Nosatîi    | 6 sierpnia 2021        |                        | Bezpartyjny |
| Minister Spraw Wewnętrznych                            | Ana Revenco         | 6 sierpnia 2021        |                        | Bezpartyjna |
| Minister Edukacji i Nauki                              | Anatolie Topală     | 6 sierpnia 2021        |                        | Bezpartyjny |
| Minister Gospodarki                                    | Sergiu Gaibu        | 6 sierpnia 2021        | 16 listopada 2022      | Bezpartyjny |
| Minister Gospodarki                                    | Dumitru Alaiba      | 16 listopada 2022      |                        | PAS         |
| Minister Finansów                                      | Dumitru Budianschi  | 6 sierpnia 2021        |                        | PAS         |
| Minister Środowiska                                    | Iuliana Cantaragiu  | 6 sierpnia 2021        | 8 września 2022        | PAS         |
| Minister Środowiska                                    | Rodica Iordanov     | 16 listopada 2022      |                        | Bezpartyjna |
| Minister Kultury                                       | Sergiu Prodan       | 6 sierpnia 2021        |                        | Bezpartyjny |
| Minister Pracy i Polityki Społecznej                   | Marcel Spatari      | 6 sierpnia 2021        | 9 stycznia 2023        | Bezpartyjny |
| Minister Pracy i Polityki Społecznej                   | Alexei Buzu         | 9 stycznia 2023        |                        | Bezpartyjny |
| Minister Rolnictwa i Przemysłu Spożywczego             | Viorel Gherciu      | 6 sierpnia 2021        | 8 lipca 2022           | Bezpartyjny |
| Minister Rolnictwa i Przemysłu Spożywczego             | Vladimir Bolea      | 8 lipca 2022           |                        | PAS         |